# نيل يونغ (لاعب كرة قدم)
نيل يونغ (بالإنجليزية: Neil Young)‏ (31 أغسطس 1973 بهارلو في المملكة المتحدة - ) هو لاعب كرة قدم بريطاني في مركز الدفاع. لعب مع توتنهام هوتسبير وكامبرلاند يونايتد ونادي بورنموث ونادي ويموث.

## وصلات خارجية
- نيل يونغ على موقع قاعدة بيانات كرة القدم.إي يو (الإنجليزية)
- نيل يونغ على موقع Soccerbase.com (لاعب) (الإنجليزية)